# 田中古代子
田中 古代子（たなか こよこ、1897年（明治30年）3月10日 - 1935年（昭和10年）4月20日）は日本の小説家。本名は涌島コヨ（わくしまこよ）。鳥取県気高郡逢坂村（現在の鳥取市気高町）出身。大正初期より『女子文壇』、『文学世界』などに短歌や散文などを投稿。1915年（大正4年）、山陰日日新聞社へ入社し県下初の女性新聞記者になる。同年文芸誌『我等』同人となり雑誌や新聞に多くの作品を投稿し文学青年の崇拝を集める。若き女流作家として将来を期待されたが、持病のためその後は多くの作品を残すことはなかった。地元鳥取でも知名度は高くなかったが、2023年に米子市出身の作家・三上幸四郎の江戸川乱歩賞受賞作『蒼天の鳥』で、娘の田中千鳥とともに取り上げられ知られるようになった。

## 生涯

### 作家となるまで
1897年（明治30年）田中石蔵、クニの長女として、鳥取県気高郡に生まれる。
1910年鳥取技芸女学校（現・鳥取敬愛高等学校）へ入学するも、1911年中途退学。その後、大学通信講座で英語、国文を学び始め、「女子文壇」や「女学世界」など文芸誌への投稿を始める。のちの夫、安治博道が古代子と知り合うきっかけとなったのは、1914年に古代子が「因伯時報」に「不具と云われた女より」を投稿したことであった。
1915年、文芸誌「我等」の同人となり、「闇の夜に」「心のまゝ」など、次々と作品を発表。9月には、山陰日々新聞社に入社し、県下初の女性記者となる。同年11月に安治博道と結婚し、やがて退社。1916年父石蔵が死去。同年古代子が「我等」に発表した「接吻」、安治博道が発表した「性の闘争」の二作がともに社会風教上不都合ということで、発禁処分となった。
1917年、長女千鳥が生まれるが、夫との人生観や文学観の違いから古代子は千鳥を連れて実家に戻り、離婚の請求をする。その間、古代子は実家の浜村温泉で滞在していたが、神戸から来た青年画家今井朝治と知り合い親しくなる。1918年8月、夫の安治博道から姦通罪で告訴され、10月、古代子と今井に懲役6か月（執行猶予5年）の判決が言い渡された。
逆に、古代子は安治を問屋横領の罪で告訴し、のちに双方の和解が成立し、離婚も成立した。ようやく古代子は執筆に専心できるようになった。

### 中央文壇へ
1919年、千鳥を育てながら、4月に120枚の小説「諦観」を脱稿。12月に小説「実らぬ畑」が大阪朝日新聞社四十年記念懸賞小説佳作に入選。翌1920年2月から7月には小説「残されし花」を152回連載した。
1921年には、先に脱稿していた「諦観」が大阪朝日新聞懸賞小説二位に入選した。選者の有島武郎には激賞されたこの作品は、6月から27回にわたって連載され好評を博した。このころから中央文壇にも名前が知られるようになり、古代子も作家としての自信を深めていく。
1922年8月に「病床詩片」を文芸誌「微明」に発表。11月には文芸誌「水脈」に「御安宿」を発表。1923年から24年にかけては、弟の卓の死、長女千鳥の死に直面しつつも、詩や随想を文芸誌に投稿。長女の死後には、『千鳥遺稿』を上梓した。

### 病身の身で
1924年、古代子はジャーナリスト涌島義博と上京し、東京・牛込で、南宋書院を営む。27年には涌島と結婚し、長女、次女を出産。創作に専念しようとしたが、書院の経営が悪化していったことと、自身も胸を病み、神経症など病状が悪化し、鳥取に帰郷した。帰郷後も、創作を発表していたが、1935年4月20日、睡眠薬の大量服用で自殺。38歳の生涯を終えた。

## ゆかり
- 鳥取市の玄忠寺に田中古代子文学記念碑が建立される[8]。
- 2001年、生誕の地である鳥取市気高町に年譜碑が建立される[9]。

## 出版物
- 詩集『暗流』(1992年、編集工房炬火舎)
- 作品集(全集)『田中古代子集』(1986年、宮本純一編・鳥取文芸協会)
- 選集『尾崎翡・田中古代子・岡田美子選集』(1998年、鳥取女流ペンクラグ編 富士書店)
- 編集・出版『千鳥遺稿』（1924年、田中古代子）のちに気高町（現在は鳥取市）教育委員会が復刻